# NVRAM

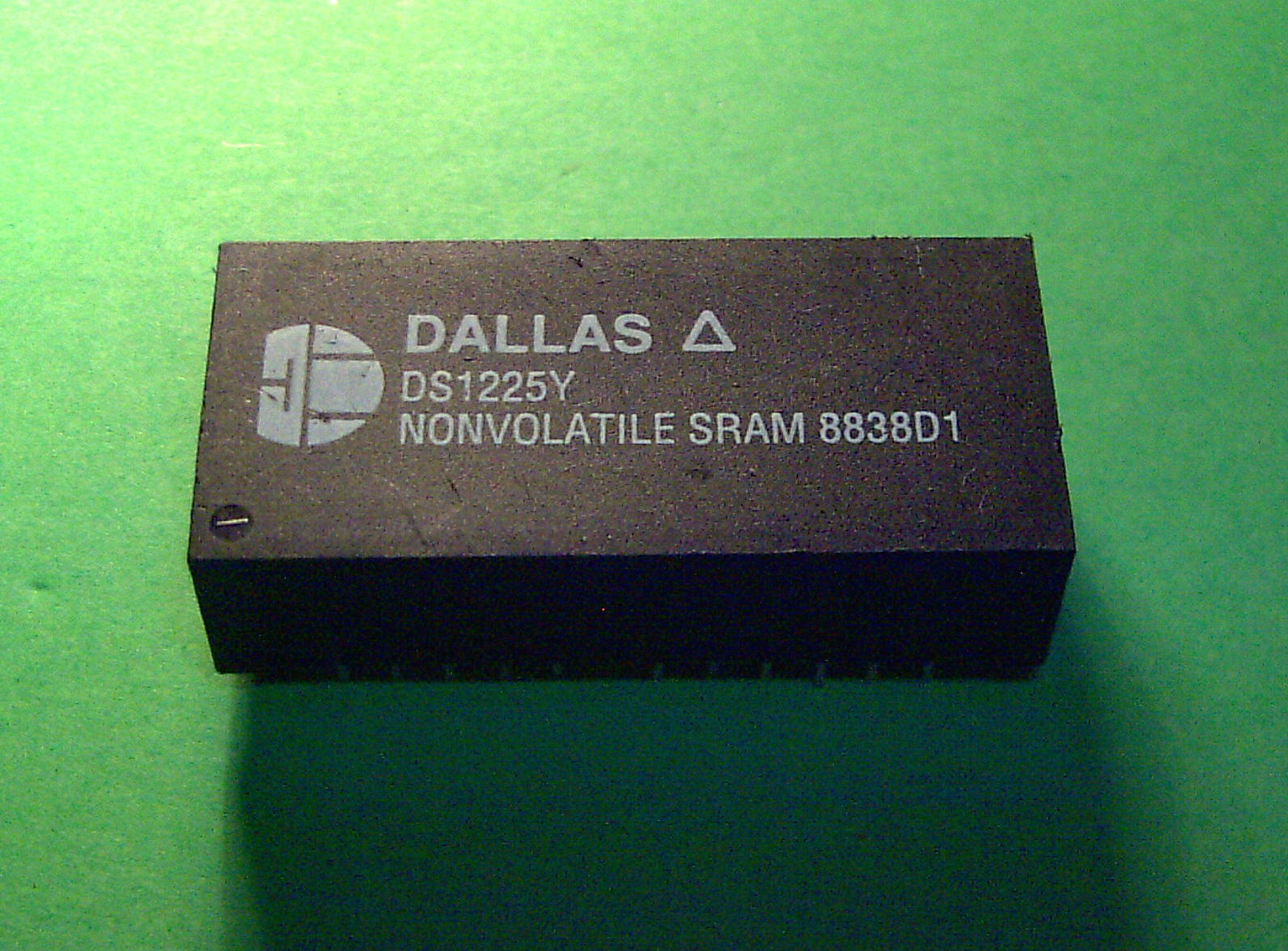
lățimepx

NVRAM  (Non-Volatile Random Access Memory) memorie nevolatilă cu acces aleator, este o memorie bazată pe RAM dar al cărei conținut de date este păstrat după oprire. Cea mai cunoscută formă de memorie NVRAM este memoria flash folosită într-o unitate de USB. Memoria NVRAM combină tehnologiile RAM și EEPROM, conținutul RAM-ului este copiat în memoria EEPROM fiind memorat pe durata absenței tensiunii de alimentare și este restaurat din EEPROM în RAM, la revenirea tensiunii de alimentare.
Memoria NVRAM este utilizată oriunde cantități mici, variabile de date, cum ar fi datele de configurare, începând de la câțiva octeți până la Megabyte, trebuie să fie stocate pentru o perioadă lungă de timp, fără furnizare de energie externă. Un exemplu este memoria RAM-CMOS alimentată de o baterie pe placa de bază care stochează opțiunile de configurare din BIOS. Memorie NVRAM se mai află și pe routere, pentru a stoca permanent fișierul de configurare inițial (startup-config) , monitor, imprimantă , și SD carduri.

## Tehnologii
Există mai multe tehnologii de memorie NVRAM care încearcă să înlocuiască tehnologiile de memorie existente pe piață. Multe din acestea sunt tehnologii emergente aflate încă în faza de experiment. 

### FeRAM

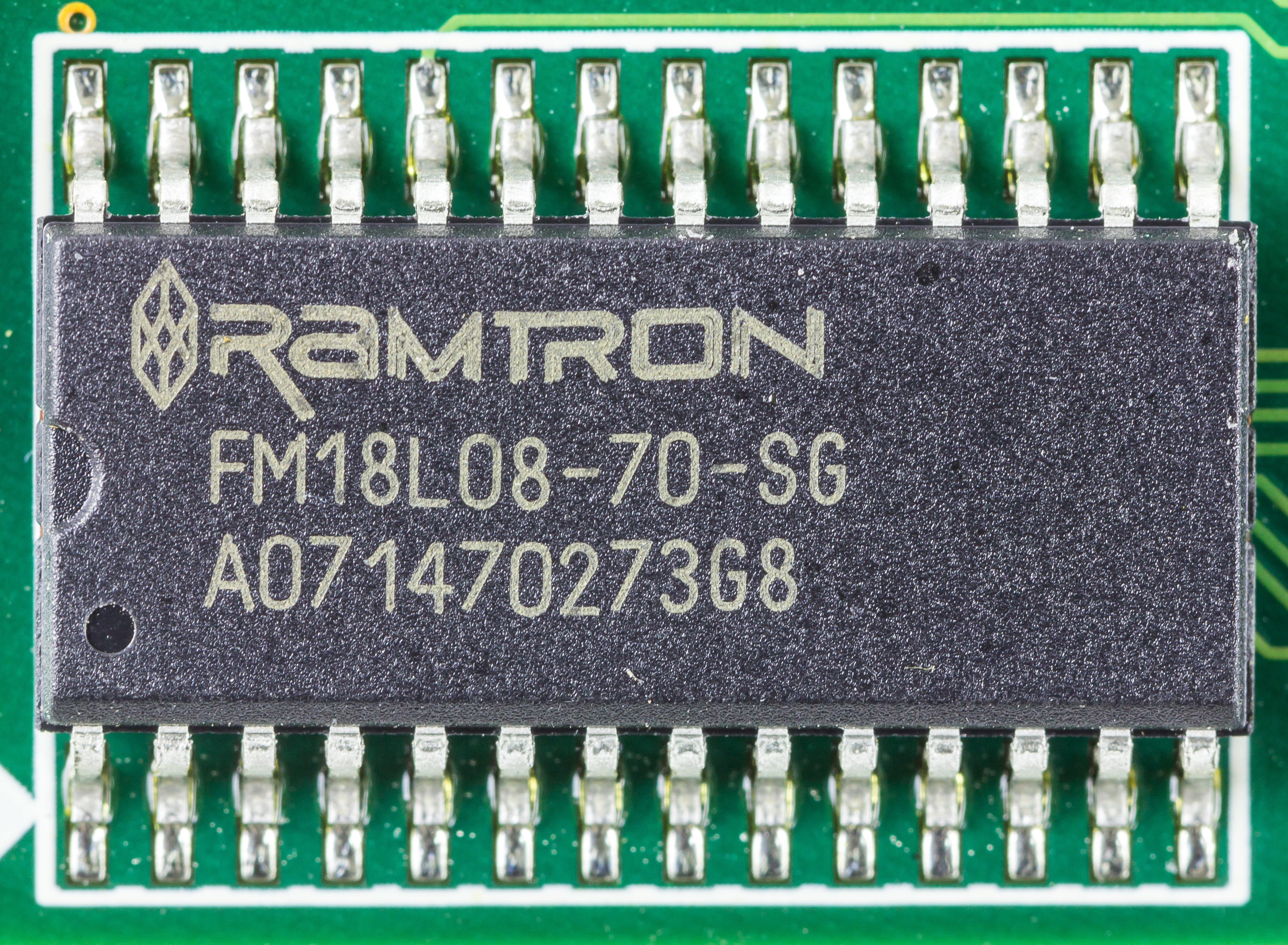
FRAM Ramtron

Ferroelectric random-access memory (FeRAM sau FRAM) este o memorie de tip RAM, nevolatilă, care folosește efectul feroelectric pentru memorarea informației. Efectul feroelectric descrie capacitatea unui material de a memora o polarizare electrică în absenta câmpului electric aplicat. Primele cicuite de memorie FRAM au fost promovate de Ramtron în 1993, producția de serie a început în 1999 la Fujitsu. 
O celulă de memorie FRAM are la bază un capacitor FRAM și este realizată prin depunerea unui strat subțire de material feroelectric între două armături conductoare astfel încât să se formeze un capacitor.

Arhitectural aceste circuite au o serie de caracteristici comune cu circuitele DRAM, SRAM sau EEPROM. Interfața unui circuit FRAM este similară cu cea a unui circuit SRAM sincron, adresele fiind memorate întru-un registru intern. Utilizarea principiului feroelectric face posibilă utilizarea unor tensiuni scăzute atât pentru operația de citire cât și cea de scriere, făcând aceste dispozitive ideale pentru aplicațiile mobile, unde se cere un consum cât mai mic de putere.
Principalele aplicații ale circuitelor FRAM sunt dispozitive inteligente, echipament medical, imprimante, controlere RAID, microcontrolere etc.

### MRAM

Structura simplificată a unei celule MRAM

Magnetoresistive RAM, sau toggle MRAM, memorie magnetorezistivă, utilizează proprietatea anumitor materiale care își schimbă rezistența electrică sub influența câmpurilor magnetice. Este utilizată o celulă magnetorezistentă pentru a stoca date și funcționează în mod similar cu un nucleu magnetic. Prototipul unei memorii MRAM a fost livrat în iunie 2004 de către firma Infineon. Prima variantă comercială a fost produsă de Freescale Semiconductors la sfârșitul anului 2006. 
Elemetul de memorie este de natură magnetică și nu electrică. Fiecare celulă este formată din două strate feromagnetice și un strat izolator. Unul dintre straturile feromagnetice este un magnet permanent în timp ce celălalt strat își poate schimba polaritatea în funcție de un câmp extern. Citirea datei dintr-o celulă se realizează prin măsurarea rezistenței electrice a fiecărei celule. Tipic, dacă cele două straturi feromagnetice au aceeași polaritate se consideră 0 iar dacă au polarități diferite se consideră 1.
Memoria MRAM are potențialul de a stoca datele la o densitate mare și de a avea un consum redus. Circuitele MRAM sunt foarte rapide, durata unui ciclu atât de scriere, cât și de citire, este de 35 ns. Un alt avantaj îl reprezintă posibilitatea unei stocări foarte îndelungate a informațiilor salvate, de minim 20 de ani.
Începând cu anul 2017, Everspin Technologies este singurul furnizor comercial de cipuri de memorie MRAM . Datorită prețului ridicat, MRAM este utilizat în principal în sisteme industriale (controlerele logice programabile), pentru a preveni pierderea de date critice, point-of-sale, GPS. Sunt de asemenea tot mai utilizate în industria aerospațială datorită fiabilității în condiții de stres termic sau sub acțiunea radiațiilor ionizante, cele care afectează aeronavele de croazieră la altitudini mari.

Se preconizează că memoriile MRAM vor înlocui memoria flash utilizată în mod obișnuit, mai ales cardurile SD (SecureDigital) și Compact Flash, deoarece sunt mai rapide și au o durată de viață mult mai mare. Alți producători, cum ar fi Intel, Qualcomm, Toshiba și Samsung, au anunțat că vor investi în dezvoltarea și fabricarea MRAM ca memorie cache pentru procesor.
STT-MRAM (Spin-Transfer Torque MRAM) numită și STT-RAM sau uneori ST-MRAM și ST-RAM este un tip avansat de MRAM. STT-MRAM utilizează curenții cu spin polarizat pentru a se obține biți cu dimensiuni mai mici și consum redus de energie în comparație cu MRAM. Principala diferență dintre STT-MRAM și a MRAM convențional este doar în operațiunea de scriere,  sistemul citire fiind același.
VoCSM (Voltage Control Spintronics Memory) este o memorie magnetică care combină efectul Hall de spin (SHE) și Voltage Controlled Magnetic Anisotropy (VCMA). Are potențialul de a face MRAM să funcționeze mai repede.

### PCRAM
Phase-change memory cunoscute și sub denumirile PCM, PRAM, PCRAM, Ovonic Unified Memory, sau Chalcogenide RAM (C-RAM), se bazează pe proprietatea anumitor cristale de calcogen sau sticlă calcogenică de a trece foarte repede dintr-o stare cristalină, ordonată, cu rezistență electrică mică, într-una amorfă, dezordonată, cu o rezistență electrică mare și invers în funcție de temperatura la care sunt supuse. Primul circuit multinivel a fost prezentat în februarie 2008 de Intel în colaborare cu STMicroelectronics. 

Ulterior, cercetătorii au utilizat și alte materiale  de schimbare a fazei în construcția memoriilor PCM, precum Ge2Sb2Te5 (GST) sau GeTe–Sb2Te3. Schimbarea de la datele cristaline la cele amorfe (stocarea datelor) și de la amorf la cristalin (ștergerea datelor) este inițiată de impulsuri de lumină ultra-scurte. 
Forma amorfă cu rezistență electrică mare este utilizată pentru a materializa valoarea 0 în timp  ce forma cristalină cu rezistență scăzută materializează valoarea 1. Timpul de modificare a stării este de 5 nanosecunde, comparabil cu cel al memoriilor DRAM (2 ns).

Proprietățile acestor materiale au fost studiate prima oară în anii 1960, totuși calitatea materialelor utilizate și consumul mare de putere au împiedicat până în prezent comercializarea tehnologiei. Versiunile cele mai noi realizate de firmele Intel și Microelectronics oferă chiar 4 stări distincte (o stare amorfă, una cristalină și două stări semicristaline) ceea ce dublează capacitatea de stocare a fiecărei celule.
Tehnologia este promițătoare în industriile aerospațiale și militare datorită deosebitei toleranțe la radiații și a unei anduranțe foarte bune.

### RRAM

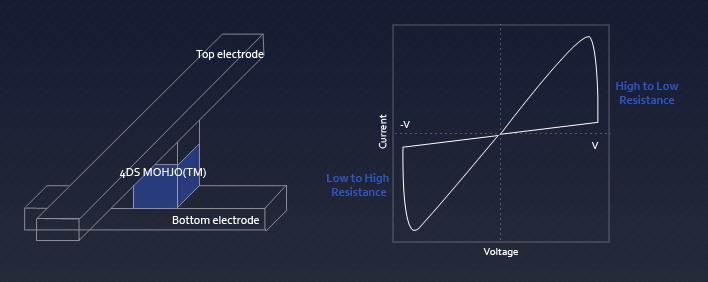
Celulă RRAM și curba materialului dielectric

Rezistive RAM, ReRAM sau RRAM, este o tehnologie de memorie care pentru a stoca informațiile utilizează o schimbare controlată a rezistenței unui material dielectric (memristor) în combinații cu materiale speciale. Tehnologia are unele asemănări cu CBRAM și PRAM. Celulele RRAM sunt de obicei implementate ca o celulă 1T1R (un tranzistor și un rezistor). Memoriile RRAM necesită curenți de programare mai mici decât memoriile MRAM sau PRAM fără a fi afectate celelalte caracteristici (viteza de scriere, anduranța, timpul de păstrare). O celulă de memorie RRAM poate consta dintr-o structură în trei straturi cu un comutator între doi electrozi. Mecanismul de comutare a rezistenței se bazează pe formarea unui filament în materialul de comutare când se aplică o tensiune între cei doi electrozi.

Există diferite abordări pentru implementarea tehnologiei ReRAM, bazate pe diferite materiale de comutare și organizarea celulelor de memorie. Aceste variabile determină diferențe semnificative de performanță în funcție de materialele de comutare utilizate.
Exemple de materiale care prezintă efecte de comutare: oxid de nichel (NiO), dioxid de titan (TiO2), perovskit (CaTiO3), dioxid de siliciu (SiO2 ), dioxid de hafniu (HfO2) etc.
Tehnologia RRAM este disponibilă pentru aplicații speciale de nișă: inteligență artificială, internet of things, sisteme înglobate, centre de date.

## Alte tehnologii
Avantajele pe care le oferă tehnologiile nanostructurilor, cum ar fi nanotuburile de carbon, nanofirele, quantum dot, sau pe bază de materiale organice (molecule, DNA) față de predecesorii lor pe bază de siliciu includ dimensiunea mică, viteza și densitatea. 

### NRAM

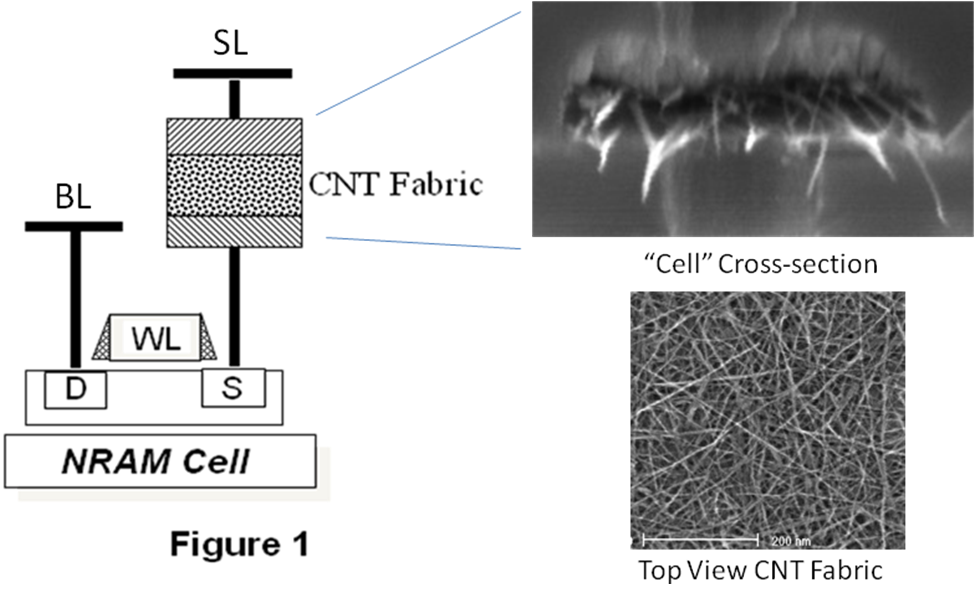
Celulă NRAM și țesătură de nanotub de carbon

Denumită și Nano-RAM este un tip de memorie NVRAM dezvoltată de compania Nantero bazată pe nanotuburi de carbon (CNT) care sunt integrate pe un cip de siliciu. Dimensiunea redusă a nanotuburilor (1/50.000 din diametrul unui fir de păr), permite circuite de memorii cu densitate foarte mare. Circuitele NRAM au un nivel ridicat de rezistență și toleranță la căldură, potrivite pentru aplicații din industria auto, militară, și aeronautică.
Fiecare celulă NRAM constă din mai multe sute de nanotuburi de carbon depozitate între doi electrozi. Tensiunile de comutare aplicate între electrozi forțează tuburile să se conecteze sau să se deconecteze, ceea ce duce la o schimbare de rezistență corespunzătoare lui 1 și 0.
După ce a achiziționat licența Nantero în 2016, Fujitsu a început în 2019 producția de serie NRAM.

### SONOS

Structura unei celule SONOS

Memoriile SONOS (Silicon-Oxide-Nitride-Oxide-Silicon) sunt similare memoriilor flash dar oferă un consum mai redus și un timp de viață mai lung. Principala diferență față de memoria flash curentă este că folosește nitrură de siliciu (Si3N4 ) în loc de polisilicon (silicon policristalin) ca material de stocare și permite un număr mai mare de cicluri de ștergere.  Principiul a fost cunoscut din anii 1980 dar tehnologiile necesare nu au existat până de curând.
Companii care furnizează memorii SONOS includ, Cypress Semiconductor , Macronix, UMC, Huahong Microelectronics, GlobalFoundries. Se au în vedere aplicații militatare și industria spațială datorită rezistenței deosebite la radiații. Un alt tip este SHINOS (Silicon-High Dielectric-Nitride-Oxid-Silicon).

### Milliped
IBM a demonstrat la CeBIT 2005 un prototip al unui dispozitiv de stocare numit millipede (numele provine de la cuvintele latine mille - mii și ped - picior). Anunțat încă din anul 2002, cipul combină tehnicile mai vechi de sisteme MEMS (micro-electro-mecanice)  cu un microscop de forță atomică (AFM) și este dezvoltat în laboratorul de cercetare IBM din Zürich. Cipul de memorie millipede de la IBM constituie o inovație atât în domeniul memoriei computerului, cât și al nanotehnologiei . Teoretic, tehnologia millipede oferă densități de 1 terabyte pe țol2.

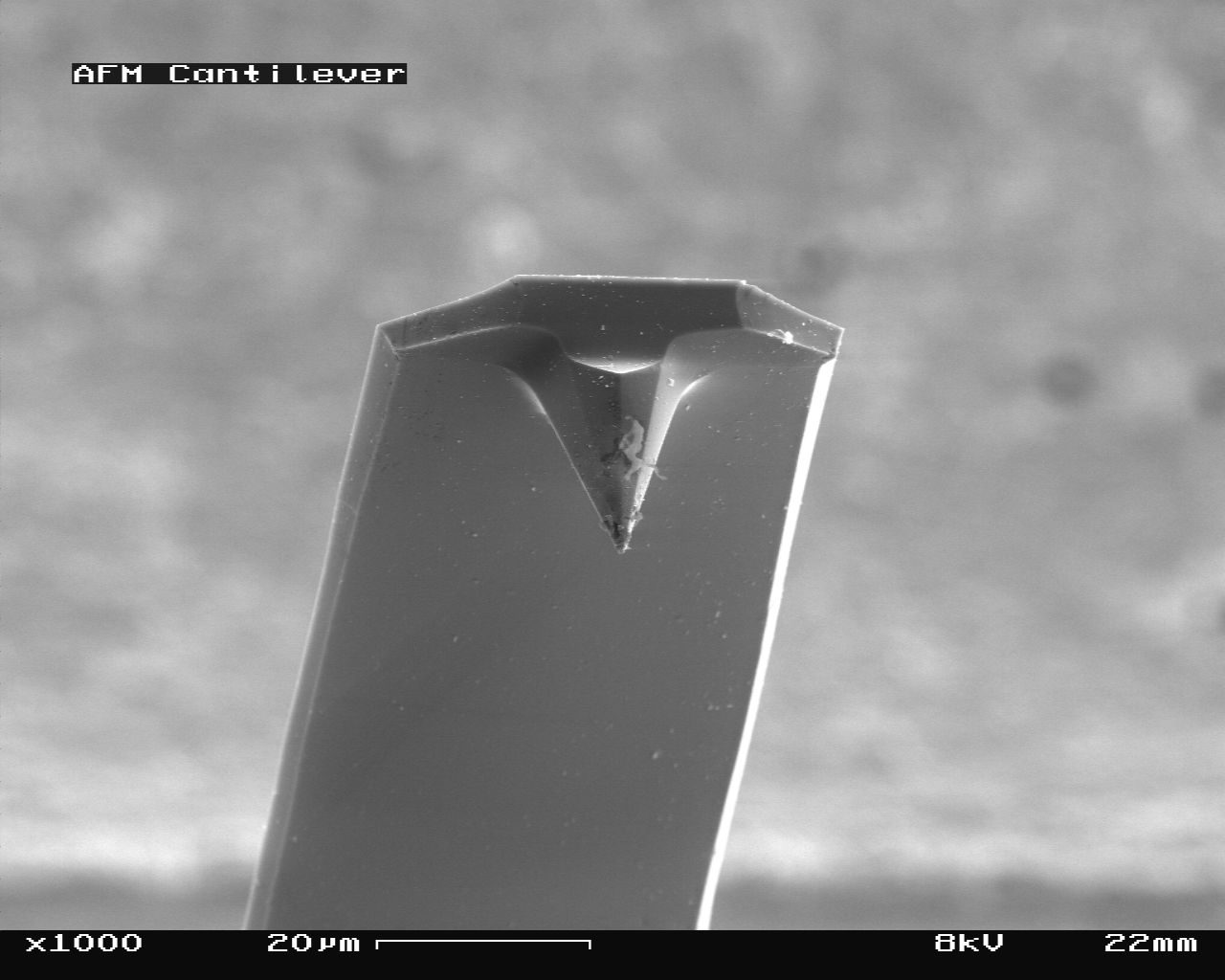
Cantilever cu vârf ascuțit

Tehnologia millipede are la bază principiul cartelei perforate. Folosind un microscop de forță atomică și o rază laser, un cantilever cu vârf ascuțit perforează mii de puncte microscopice de 10 nm într-o peliculă subțire de termoplastic. Fiecare dintre orificii reprezintă un singur bit. Pentru a crește rata de date, (viteza de scriere și citire), este folosită o întreagă matrice care are peste 4000 de astfel de vârfuri.

### CBRAM
Conductive-bridging RAM este un tip de NVRAM brevetat de Infineon Technologies în 2004. CBRAM conține Programmable metallization cell (PMC), o tehnologie dezvoltată la Arizona State University și de compania Axon Technologies.
NEC are o variantă numită "nanobridge", iar Sony  "memorie electrolitică". PMC se bazează pe relocarea fizică a ionilor într-un electrolit solid. O celulă de memorie PMC este formată din doi electrozi din metal solid, unul relativ inert (tungsten) și celălalt activ electrochimic (argint sau cupru), cu un strat subțire de electrolit între ei. Un tranzistor de control poate fi, de asemenea, inclus în fiecare celulă.

### Racetrack
Memoria tip circuit de cursă (RM) a fost propusă de Stuart Parkin de la IBM Almaden Research Center în anul 2002. Memoria stochează biți de date ca regiuni magnetizate pe nanofire sub forma unor circuite de cursă. Aceste regiuni sunt magnetizate și nevolatile, reinscriptibile ca cele de pe un HDD, iar cipul nu are nevoie de piese în mișcare mai mari decât un electron pentru a citi și a scrie biți, mărind astfel viteza și fiabilitatea dispozitivului. Biții se deplasează de-a lungul circuitului de cursă și trec prin fața unui cap de citire/scriere, fixat lângă nanofir.

### 3D XPoint

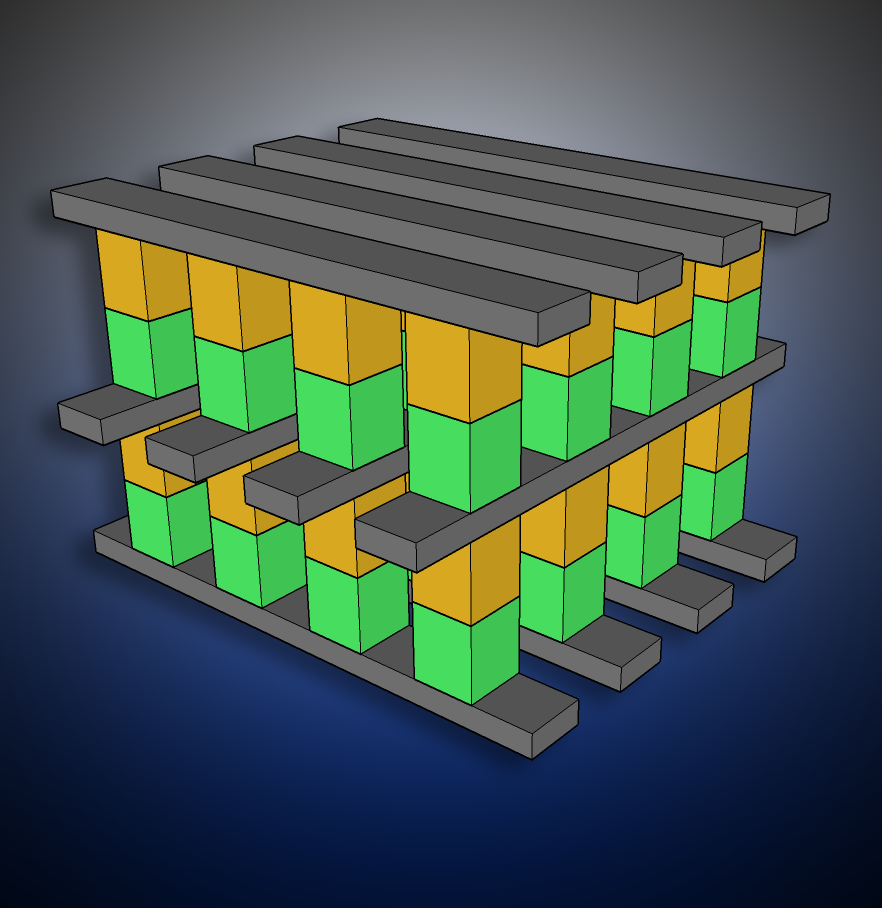
Diagrama bloc a memoriei 3DXPoint

3D XPoint este o tehnologie de memorie nevolatilă dezvoltată de Intel și Micron Technology  lansată în iulie 2015.  În anul 2018, Intel a lansat primul produs bazat pe această tehnologie, Optane Memory M10, de 128 GB.

3D Xpoint funcționează prin folosirea unei arhitecturi ce unește coloane de memorie în construcții tridimensionale, prin intermediul unor fire perpendiculare ce permit adresarea lor fără utilizarea vreunui tranzistor. Acestă tehnologie permite o densitate de până la 10 ori mai mare și viteze de scriere și anduranță de 1000 de ori mai mari decât ce avem acum pe piață. Accesarea memoriei se face în segmente mult mai mici, fără a fi nevoie de ștergerea unor bucăți mari de memorie la fiecare modificare. 

### HRAM
Holographic random access memory, memorie holografică sau stocare tridimensională de date, este o tehnologie nouă de stocare a datelor de mare capacitate, care folosește holografia. Informațiile binare sunt înregistrate în hologramă într-un suport de cristal sau fotopolimer apoi citite de fascicule laser. Cercetări privind memoria holografică desfășoară companii precum IBM, Rockwell și InPhase. În anul 2005 Optware și Maxell au produs un Holographic Versatil Disc (HVD) cu diametrul de 120 mm cu strat holografic care are potențialul de stocare de 3,9 TB.

Memoria holografică este capabilă să stocheze 1TB-4TB de date, timp de acces de numai 2,4 ms, și rată de transfer de 10 GB/s. Spre deosebire de memoriile convenționale optice sau magnetice care utilizează numai suprafața pentru a stoca datele, sistemele holografice folosesc întregul volum pentru stocarea datelor. În plus, în timp ce suporturile convenționale înregistrează un bit de informație simultan, în mod liniar, tehnologia holografică permite să înregistreze și să citească milioane de biți în paralel, ceea ce conduce la rate de transfer de date mult mai mari.